# Miles de Marseille
Miles de Marseille, ou Samuel ben Judah ben Meshuallm, surnommé Barbaveira, né en 1294 à Marseille, est un médecin et philosophie juif. 

## Biographie
Il commence dès son jeune âge à étudier la science et la philosophie, puis quitte sa ville natale pour Salon. Il y étudie l'astronomie sous la direction d'Abba Mari Senior Astruc de Noves. En 1322, il est fait prisonnier dans la tour de Rodorte à Beaucaire, avec d'autres Juifs. Plus tard, il séjourne à Murcie, Tarascon, Aix et Montélimar. 
Miles obtient la renommée grâce à ses traductions d'œuvres scientifiques et philosophiques arabes vers l'hébreu.

## Œuvres
- Ha-She'elot ha-Dibriyyot meha-Derushim Asher le-Filusufim, traduction des questions ou dissertations concernant des points obscurs dans le commentaire d'Averroès sur certaines parties de l'Organon (1320)